# Antenna (verzetsblad)
Antenna was een verzetsblad uit de Tweede Wereldoorlog. Het blad verscheen dagelijks in gestencilde vorm. De inhoud bestond voornamelijk uit nieuws van de verschillende fronten, zoals het westelijk en oostelijk front, het luchtfront, het Verre Oosten en uit de diverse landen en gebieden die bij de oorlog waren betrokken.